# Kyle Boller
Pour les articles homonymes, voir Boller.
(en) Statistiques sur pro-football-reference
Kyle Bryan Boller, né le 17 juin 1981 à Burbank, est un joueur américain de football américain qui a joué neuf saisons comme quarterback en National Football League (NFL). Il a joué pour les Ravens de Baltimore de 2003 à 2008, les Rams de Saint-Louis en 2009 et les Raiders d'Oakland de 2010 à 2011.